# Wolperode
Wolperode ist ein etwa fünf Kilometer von der Stadtmitte Bad Gandersheims in nordöstlicher Richtung gelegener Stadtteil, der vor allem als Wanderziel in der Region bekannt ist. Durch den Ort verläuft der Europaradweg R1.

## Geschichte
Die Geschichte von Wolperode geht bis ins 13. Jahrhundert zurück. 1271 ist das Dorf unter dem Namen Wolbrocheroden erwähnt worden.
Im Dorfkern von Wolperode liegt ein Rittergut.
Im ehemaligen Bauerndorf Wolperode wurden in den letzten Jahrzehnten einige Bauernstellen aufgegeben, es sind noch vier Vollerwerbsbetriebe erhalten. Heute beherbergt das Dorf außerdem zwei gastronomische Betriebe, ein Bauerncafé und ein Bauernhof-Eiscafé (Stand 2019).
Am 1. März 1974 wurde Wolperode in die Stadt Bad Gandersheim eingegliedert.

## Politik
Gemäß der Hauptsatzung von Bad Gandersheim werden die Ortsteile der Stadt jeweils durch einen Ortsvorsteher vertreten. Aktuell ist A. Roßtock dieser Funktion.

## Sehenswürdigkeiten

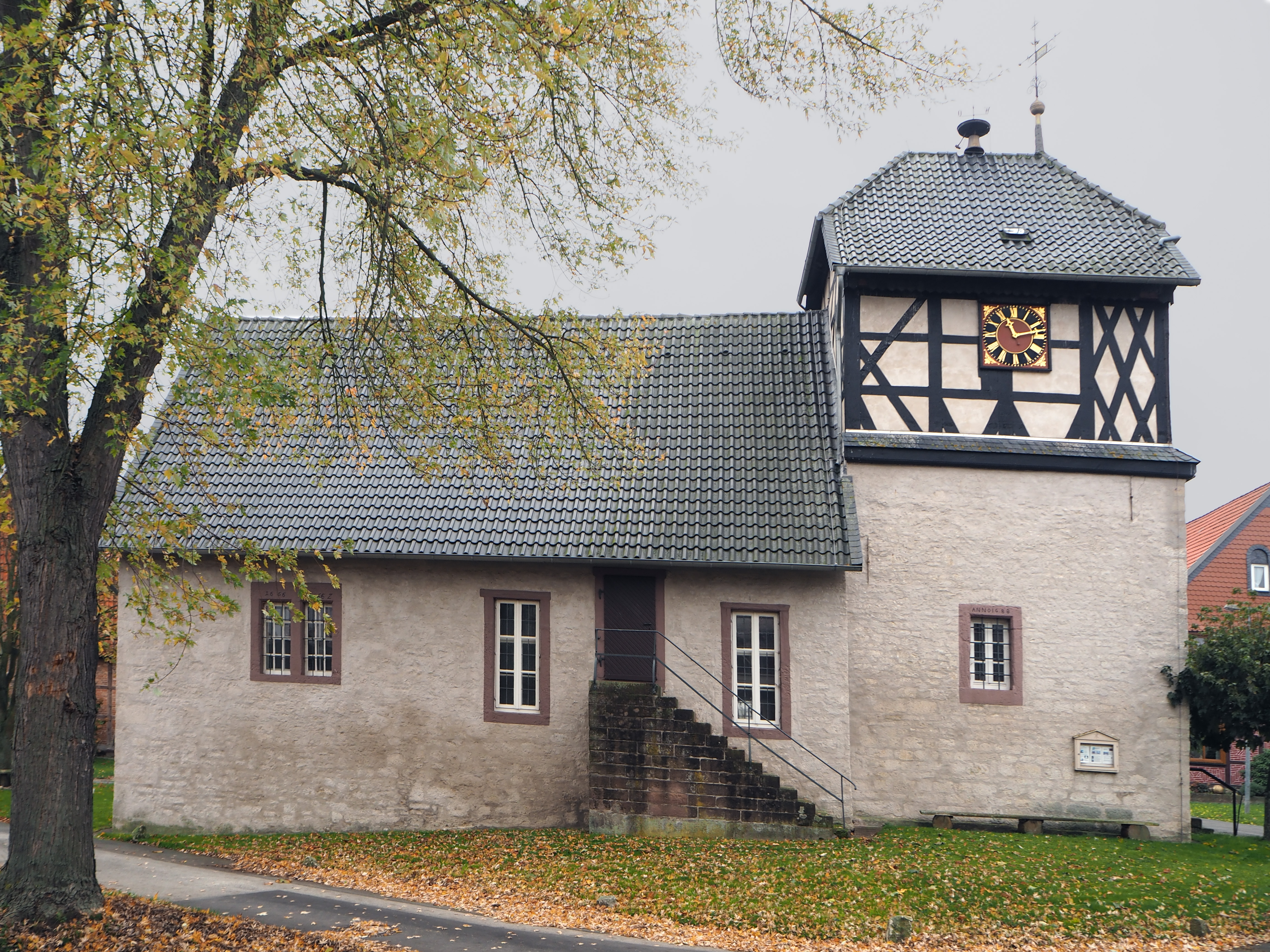
Dorfkirche aus dem 16. Jahrhundert

Der historische Dorfkern ist gut erhalten. Sehenswert sind der Platz um die Kirche, zahlreiche Fachwerkhäuser und das Rittergut. Die Dorfkirche mit ihrem massiven Turm und Fachwerkaufsatz stammt aus dem 15. Jahrhundert.